# Treno della vergogna

Il treno della vergogna arrivato a Bologna

Treno della vergogna è la locuzione popolare con cui s'intende il convoglio ferroviario che nel 1947 trasportò da Ancona, chi vi era approdato col quarto convoglio marittimo da Pola, che trasportò gli esuli italiani che al termine della seconda guerra mondiale furono costretti ad abbandonare i loro paesi, le loro abitazioni e le loro proprietà in Istria, Quarnaro e Dalmazia nel contesto storico generale ricordato come l'esodo giuliano dalmata. 
Fu anche definito, da una parte dei ferrovieri di allora, treno dei fascisti, a testimonianza del contesto ideologico in cui tale vicenda si consumò. I fatti si verificarono nella stazione di Bologna Centrale.

## I fatti

Il treno della vergogna lungo il suo percorso

La domenica del 16 febbraio 1947 da Pola partirono per mare diversi convogli di esuli italiani con i loro ultimi beni e, solitamente, una bandiera d'Italia. I convogli erano diretti ad Ancona, dove gli esuli vennero accolti dall'esercito e dai carabinieri per proteggerli da connazionali, militanti di sinistra, che non mostrarono alcun gesto di solidarietà.
La sera successiva partirono stipati in un treno merci, sistemati tra la paglia all'interno dei vagoni, alla volta di Bologna dove la Pontificia Opera di Assistenza e la Croce Rossa Italiana avevano preparato dei pasti caldi, soprattutto per bambini e anziani. Il treno giunse alla stazione di Bologna solo a mezzogiorno del giorno seguente, martedì 18 febbraio 1947. Qui, dai microfoni di alcuni ferrovieri sindacalisti CGIL e iscritti al PCI, fu diramato l'avviso Se i profughi si fermano per mangiare, lo sciopero bloccherà la stazione.  Il treno venne preso a sassate da giovani che sventolavano la bandiera rossa con falce e martello, altri lanciarono pomodori e sputarono sui connazionali, mentre altri ancora buttarono il latte, destinato ai bambini in grave stato di disidratazione, sulle rotaie, dopo aver buttato le vettovaglie nella spazzatura.
Per non avere il blocco del più importante snodo ferroviario d'Italia il treno venne fatto ripartire per Parma dove POA e CRI poterono distribuire il cibo, trasportato da Bologna con automezzi dell'esercito e dell'Arma. La destinazione finale del treno fu La Spezia dove i profughi furono temporaneamente sistemati in una caserma.
Queste testimonianze nel tempo si sono accresciute di dettagli grazie ai racconti di vari esuli, tra i quali Lino Vivoda.
È da ricordare, sempre sotto testimonianza di Lino Vivoda, che ci furono anche altri sbarchi di profughi. Anche molti giornali mostrarono disprezzo verso gli esuli: L'Unità, già nell'edizione del 30 novembre 1946, in un articolo di Piero Montagnani, aveva scritto in modo ostile verso coloro che abbandonavano le terre divenute parte della nazione jugoslava governata da Josip Broz Tito: 
Nel novero di questi indesiderabili, debbono essere collocati anche coloro che sfuggono al giusto castigo della giustizia popolare jugoslava e che si presentano qui da noi, in veste di vittime, essi che furono carnefici. Non possiamo coprire col manto della solidarietà nazionale coloro che hanno vessato e torturato, coloro che con lo incendio e l'assassinio hanno scavato un solco profondo fra due popoli. Aiutare e proteggere costoro non significa essere solidali, bensì farci complici.
Ma dalle città italiane ancora in discussione, non giungono a noi soltanto i criminali, che non vogliono pagare il fio dei delitti commessi, arrivano a migliaia e migliaia italiani onesti, veri fratelli nostri e la loro tragedia ci commuove e ci fa riflettere. Vittime della infame politica fascista, pagliuzze sbalestrate nel vortice dei rancori che questa ha scatenato essi sono indotti a fuggire, incalzati dal fantasma di un terrorismo che non esiste e che viene agitato per speculazione di parte.»
(Da L'Unità del 30 novembre 1946)
Montagnani aggiungeva che tra la massa dei profughi vi erano anche "migliaia e migliaia di italiani onesti", ma negava le responsabilità jugoslave nelle partenze dei profughi istriani sostenendo infatti che l'Esodo era stato "artificiosamente sollecitato con spauracchi inconsistenti e con promesse inattuabili" (non potendo difatti negare il carattere di massa dell'Esodo, se ne attribuiva la causa alla propaganda anti-jugoslava dei settori reazionari italiani), e attaccava invece il Governo De Gasperi accusato di non voler dialogare con il Maresciallo Tito.   
Il giornalista de L'Unità Tommaso Giglio, poi direttore de L'Europeo, riferendosi al treno che trasportava i profughi, in quel giorno scrisse ben tre articoli, di cui uno era intitolato Chissà dove finirà il treno dei fascisti?. In questo contesto lo storico e scrittore Guido Rumici scrive: 

Il treno della vergogna arrivato a Bologna

(Guido Rumici)

## Lapide commemorativa
Nella stessa stazione dove si verificarono tali fatti, vicino al primo binario nel Giorno del ricordo del 2007, l'amministrazione comunale di Bologna fece apporre una lapide commemorativa con un testo che suscitò polemiche nell'opinione pubblica e sui giornali. Il politico Roberto Menia, primo promotore della legge che istituisce il Giorno del ricordo, fece un'interrogazione parlamentare dalla quale si venne a sapere che il testo fu concordato tra comune e Associazione Nazionale Venezia Giulia e Dalmazia. La lapide fu stabilmente sistemata con un testo riveduto e corretto, anche se le polemiche continuarono.
.
Il testo della lapide è il seguente:
(Lapide commemorativa posata a Bologna a ricordo dell'avvenimento)
La frase concordata con i profughi e loro figli o nipoti è "Bologna seppe passare rapidamente da un atteggiamento di iniziale incomprensione a un'accoglienza che è nelle sue tradizioni". Come facilmente è intuibile, i fatti sopra descritti sono richiamati nelle quattro parole "atteggiamento di iniziale incomprensione", che possono sembrare poche, ma è pure vero che un certo numero di esuli trovò accoglienza in Bologna quando la situazione fu chiarita e cambiò il contesto politico internazionale con l'uscita della Jugoslavia dall'influenza sovietica nel giugno 1948, quando a finire nelle galere jugoslave furono pure molti militanti comunisti italiani perseguitati dai titoisti.